# ギュスターヴ・ジャネ
ギュスターヴ・ジャネ (仏：Gustave Janet、1829年1月10日 - 1898年4月2日) はフランスの製図工、版画家、イラストレーター。

## 経歴
ギュスターヴ・ジャネは旧パリ10区で印刷業を営む、父フランソワ・ピエール・ジャネ（François Pierre Janet）と母マリー・エリザベト・ルコール（Marie Élisabeth Lecors）との間に生まれた。彼は画家、アンジュ＝ルイ・ジャネの弟であり、兄とともに雑誌の「ル・パンテオン・ポピュレール・イリュストレ」（Le Panthéon populaire illustré）で働いた。
ジャネは版画家のジャン・ベス、ローラン・オテランとともにフランスの新聞「イリュストラシオン」や、シャルル・イリアルテが編集長を務めていたニュース雑誌「ル・モンド・イリュストレ」とも提携し、ファッション雑誌の「ラ・ルビュー・デ・ラ・モード」（La Revue de la mode）にも版画を提供、「ジュルナル・プール・トゥス」（Le Journal pour tous）から1868年に発刊された「ラ・モード・アルティスティーク（La Mode artistique）の編集長をその死まで務め、カラー・リトグラフを作製した · 。
1867年から71年にかけてはイギリスの新聞「イラストレイテド・ロンドン・ニュース」で、イラストレイテッド・タイムス（Illustrated Times）の設立者で、同時期に同紙のパリ特派員を務めていたヘンリー・ヴィゼテリーとともに働いた。
ギュスターヴ・ジャネは生涯に約数百点の版画を作製したが、その多くは楽譜の装飾であった。彼のリトグラフは1850年代においては、Bertauts et Aubert社、のちにはルメルシエ社より出版されている。
私生活では、1854年1月14日にアンヌ・ローレ・プーケ（Anne Laure Pauquet, 1829-1909）と結婚し、同年に生まれた息子のアンリ・オーギュスト（Henri Auguste, 1854-1898）は芸術家になっている。ギュスターヴ・ジャネは1898年4月2日に世を去り、モンルージュ墓地に埋葬された。

## 書籍製図
- J. Cayron (Jules Noriac), Le 101e régiment, Librairie nouvelle, 1858 et suiv.
- The Illustrated Byron, Londres, Henry Vizetelly, 1854.
- William Shakespeare, The Tempest, avec Gustave Doré, Birket Foster, Frederick Skill, Alfred Slader, Robert Loudan, Londres, Bell & Daldy, 1860[6].
- Paul Féval, Les tribunaux secrets : ouvrage historique, édition en 8 tomes illustrés avec René-Louis Demoraine et Gustave Staal, gravures d'Alexandre Ferdinandus, éd. Legrand et Crouzet, 1864-1880.

## 版画作品

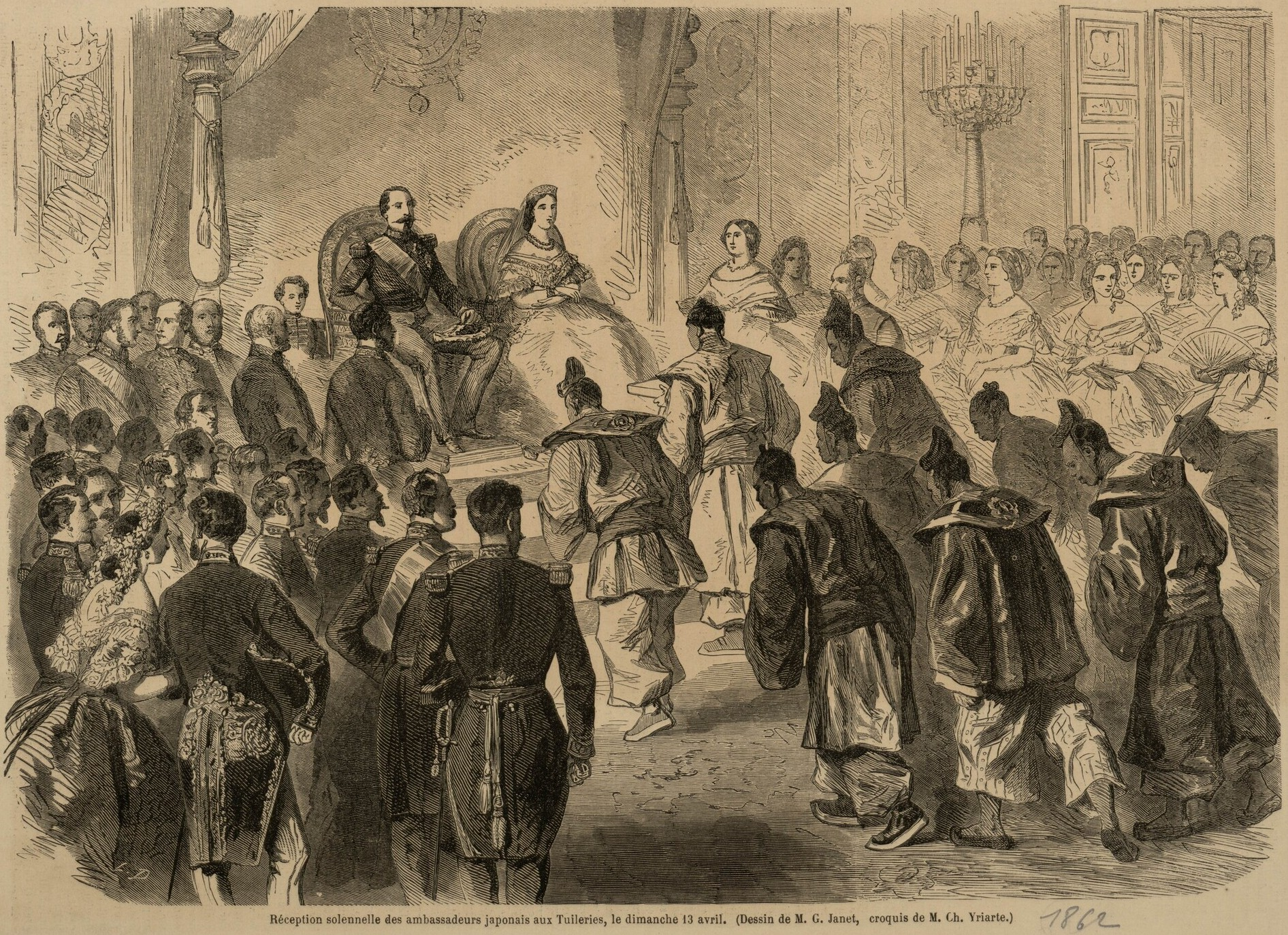
ナポレオン3世に拝謁する文久遣欧使節団 (1862年)
30人委員会（フランス語版） (1874年)
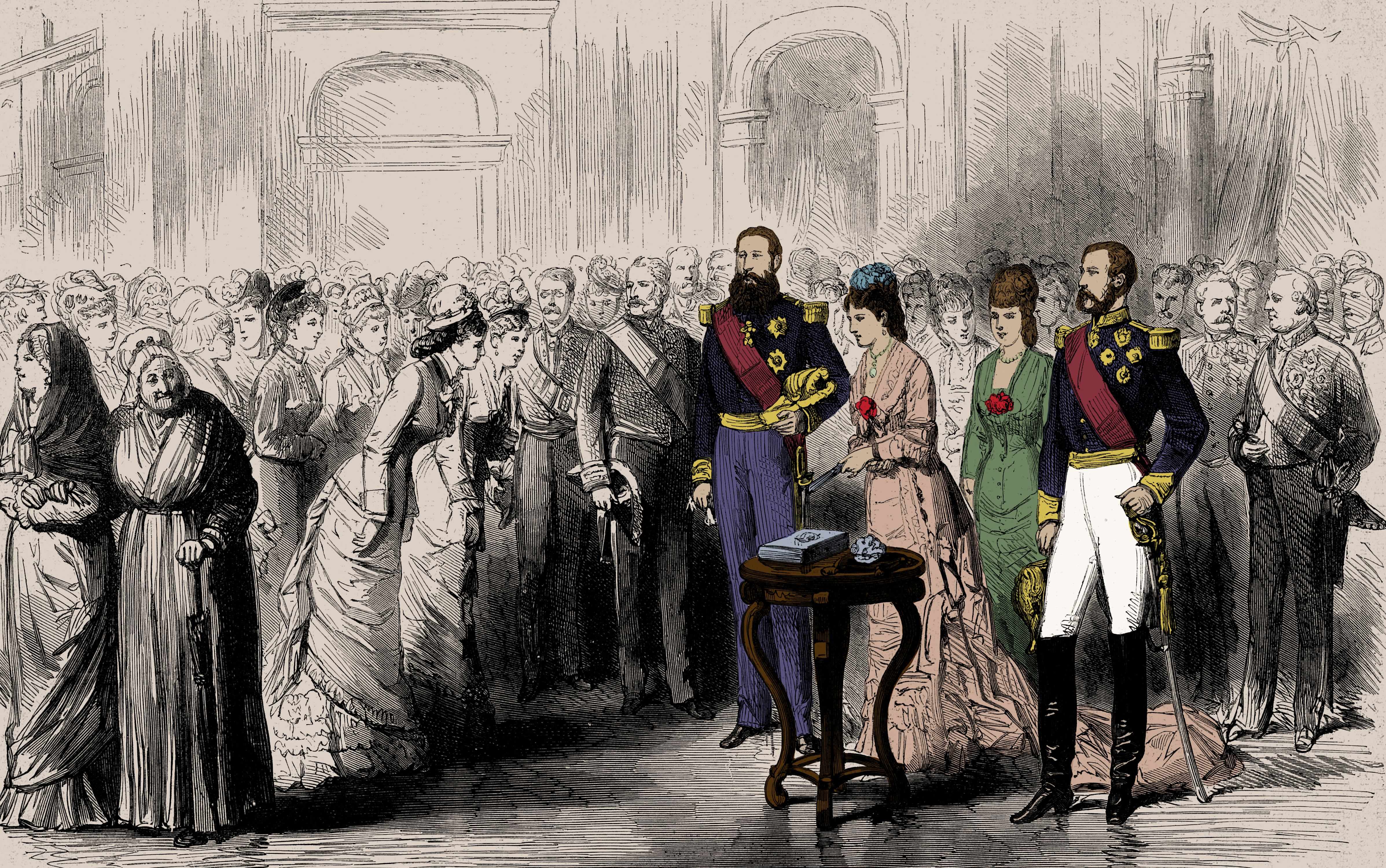
レオポルド2世とM.H.ドートリッシュの銀婚式 (1878年)

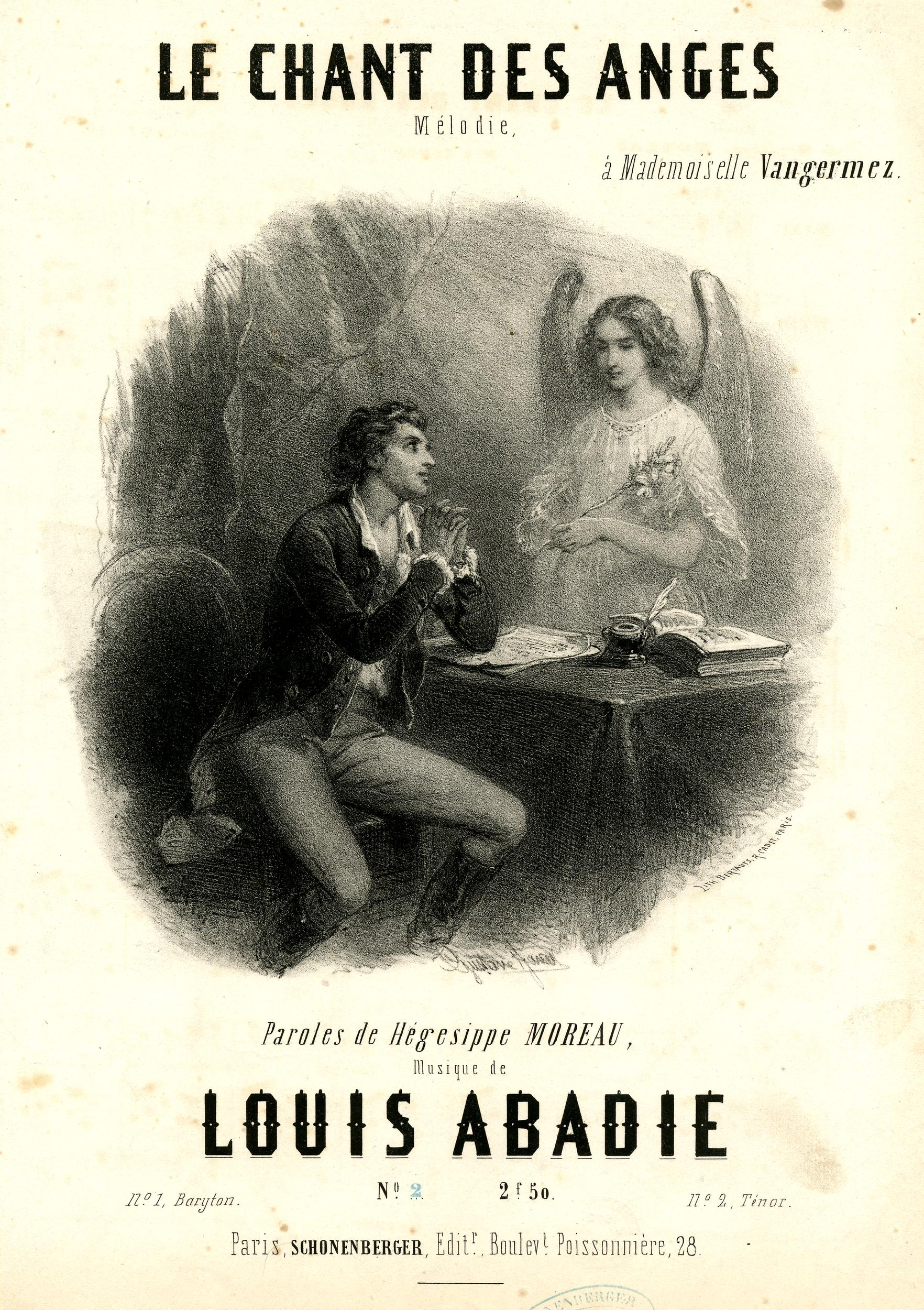
楽譜「天使の歌」 (1840-60年頃)
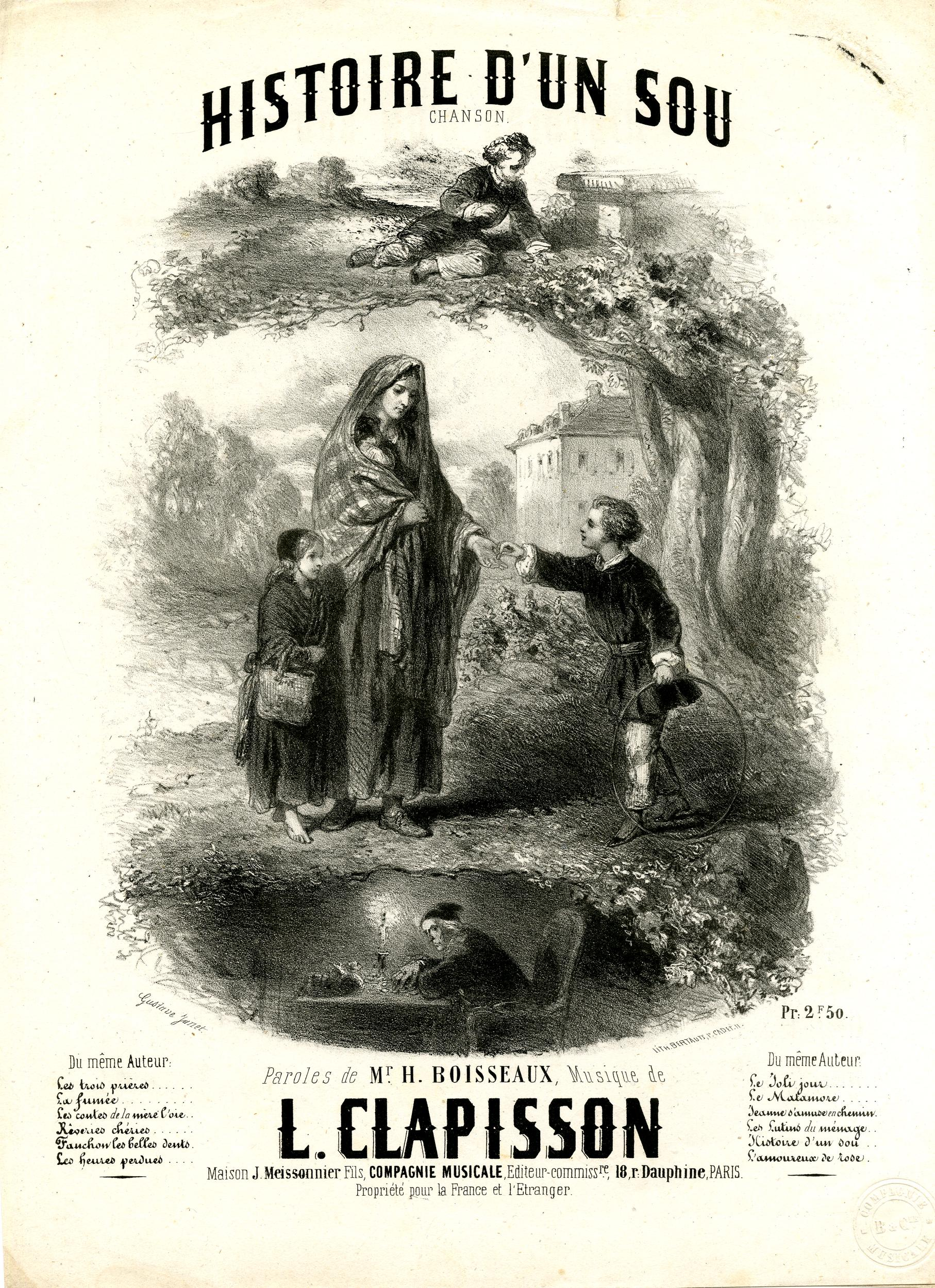
楽譜「スーの歴史」 (1840-60年頃)
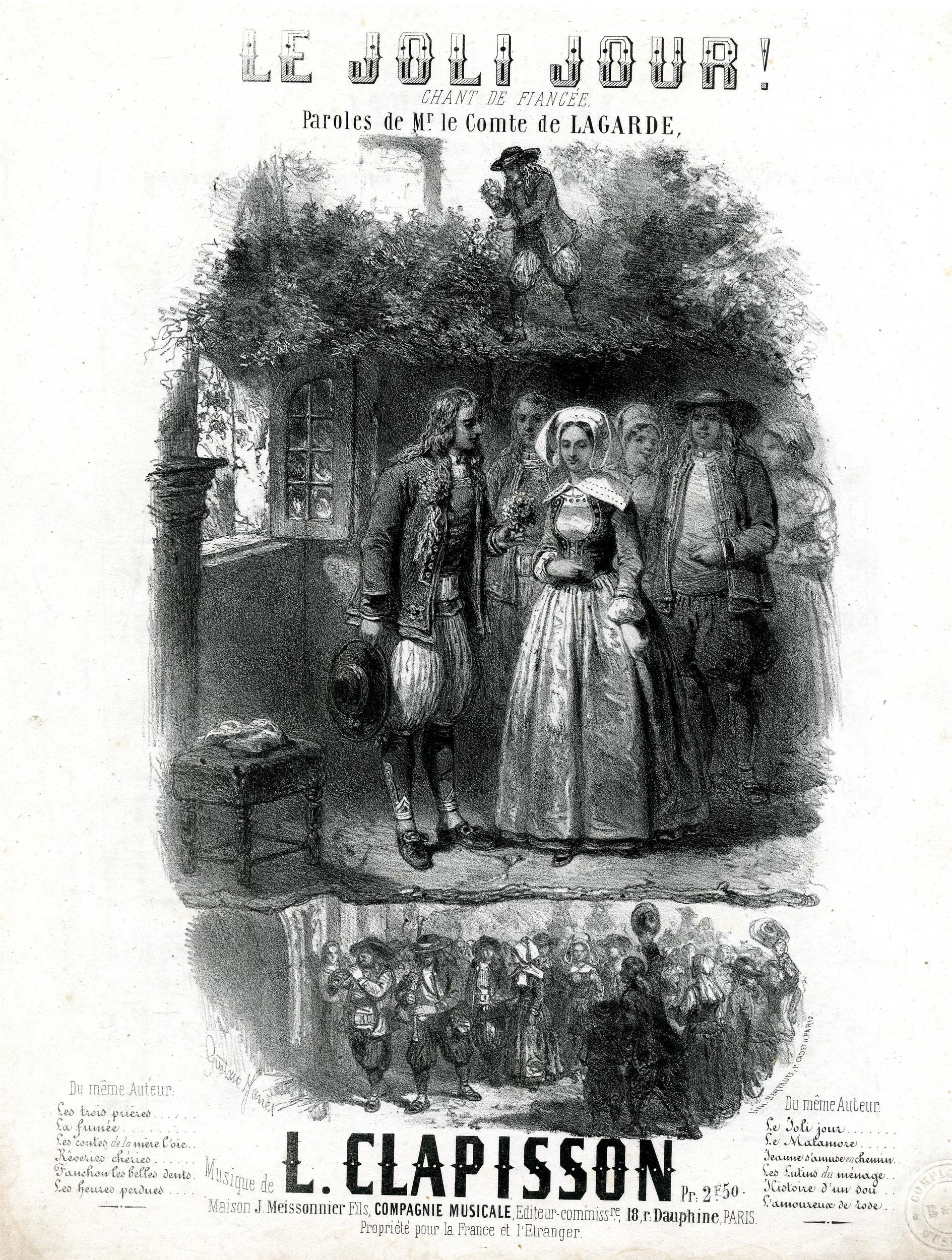
楽譜「美しい日」 (1840-60年頃)
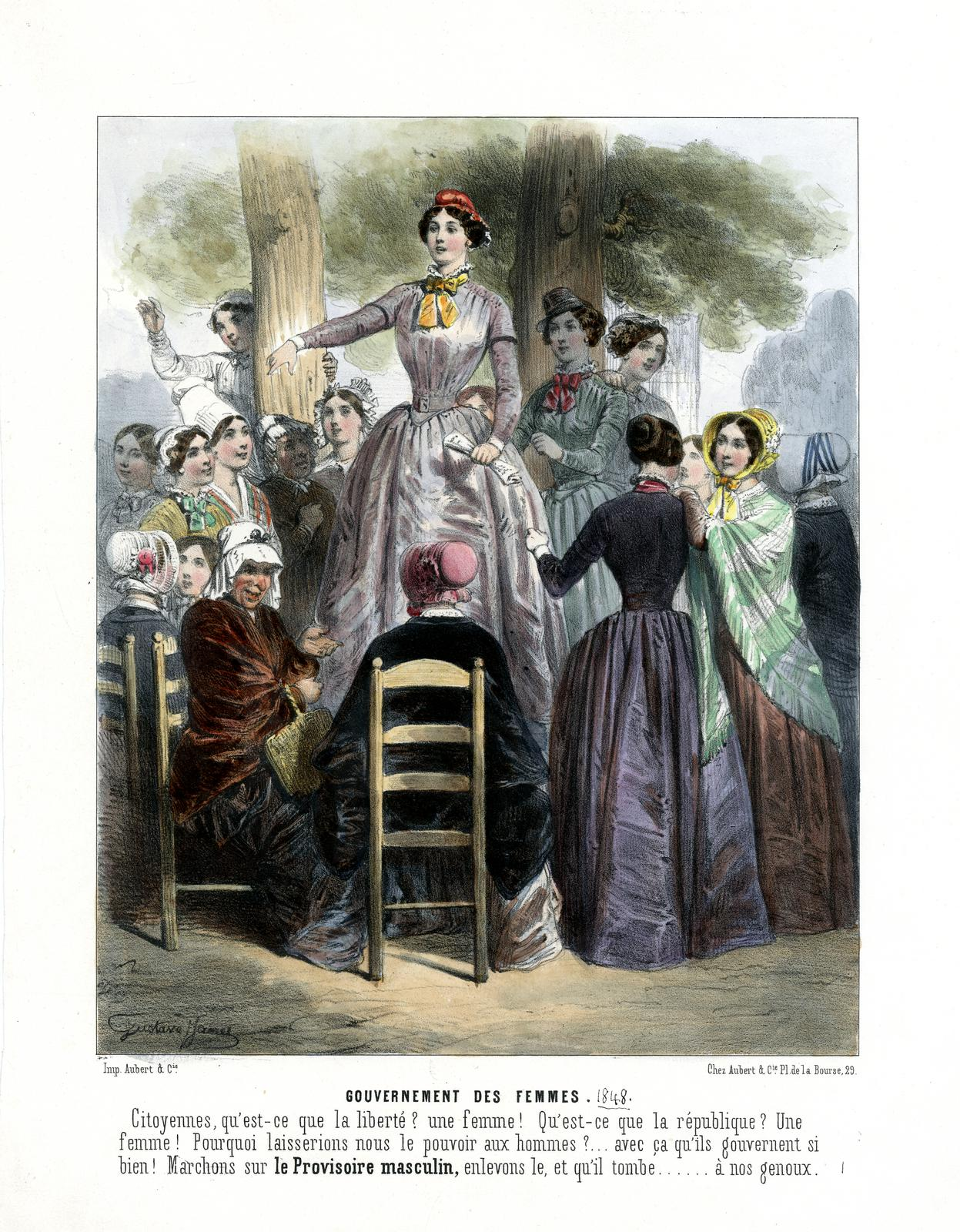
女性政府 (1848年)
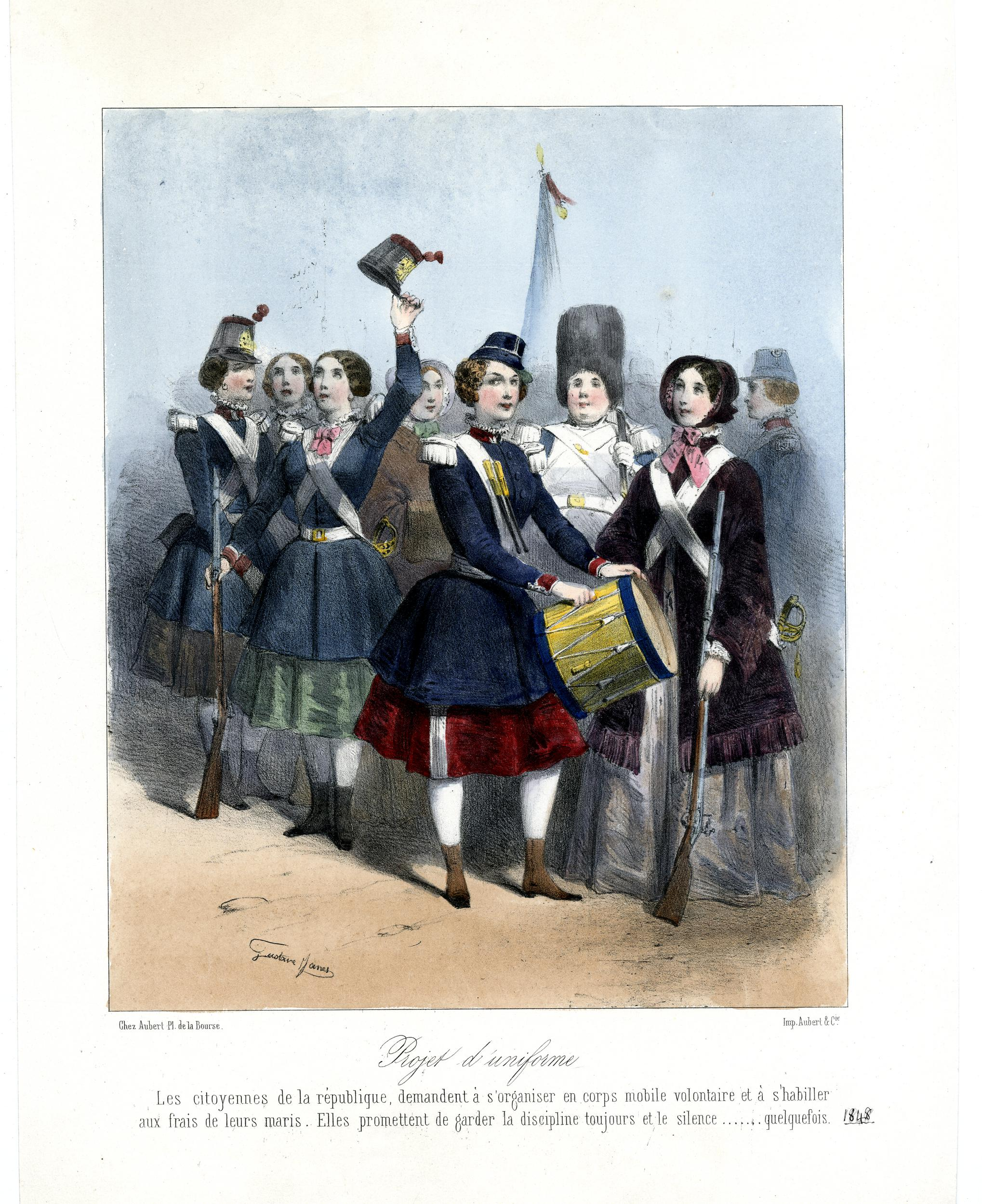
ユニフォームプロジェクト （1861年）
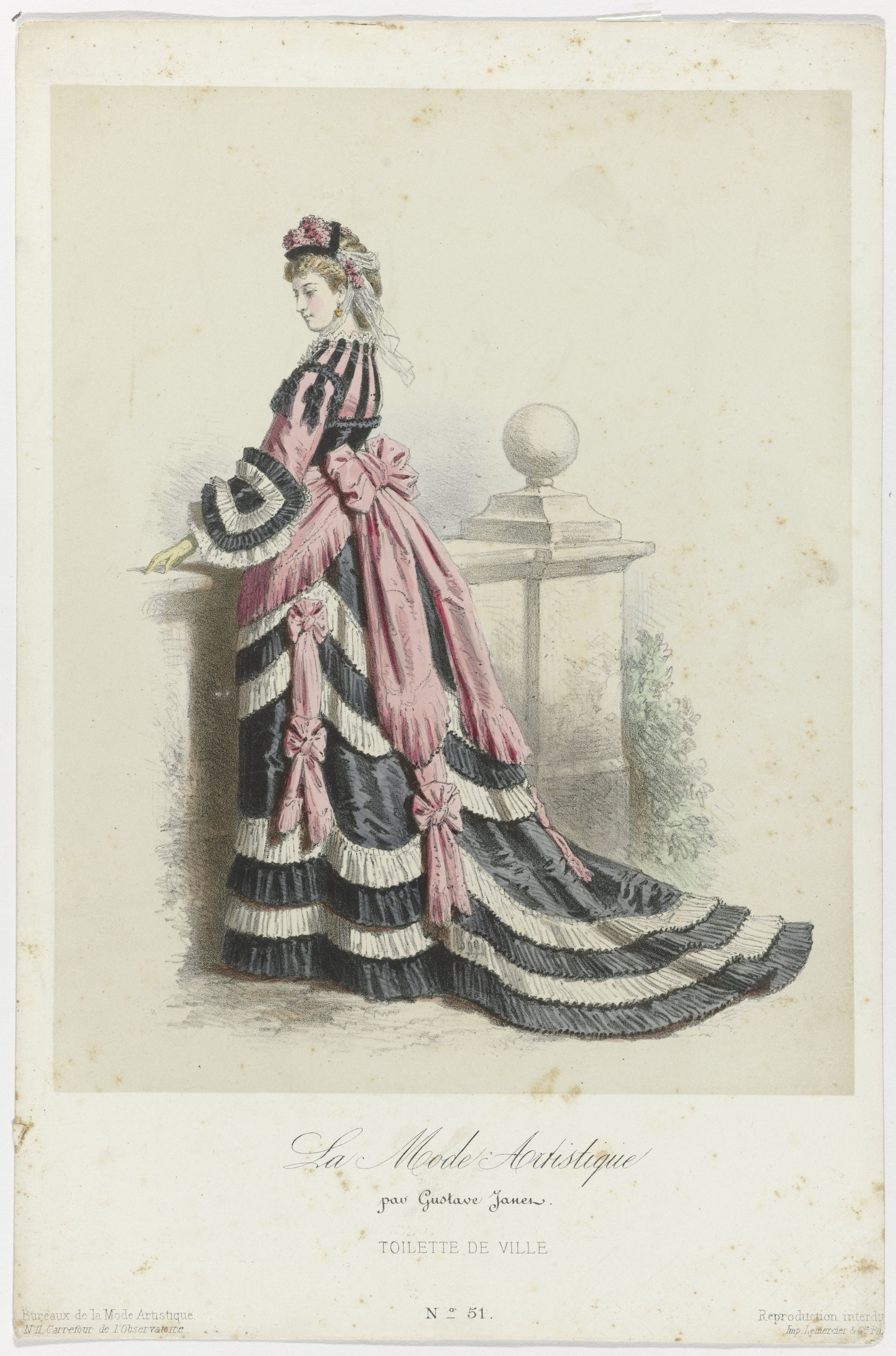
「ラ・モード・アルテスティーク」の挿画 (1873年)